# Маркерт, Вернер
Вернер Маркерт (*3 декабря 1905 — † 25 марта 1965) — немецкий историк, эксперт в области Восточной Европы, сотрудник абвера.

## Биография
Окончил гимназию. Изучал историю в Берлине, там же в 1931 г. защитил диссертацию на тему "Политическая социология в России". Состоял в СА.
C 1934 г. — глава отдела Восточной Европы в Институте культурной и университетской истории Лейпцигского университета.
В марте 1935 г., наряду с другими видными экспертами по Восточной Европе (Теодором Оберлендером, Эрихом Машке и Петером-Хайнцем Серафимом) участвовал в совещании относительно организации в рамках Союза германского Востока специальных лагерей по воспитательной и образовательной работе.
Работал экспертом в Центральном бюро по делам Восточной Европы, научным секретарем Германского общества по изучению Восточной Европы в Берлине. После ухода Отто Гётцша с поста редактора одноименного журнала Osteuropa, Маркерт занял его место и подверг свой же журнал резкой критике за космополитизм, так как считал необходимым соотнести исследования в этой области с политическими интересами Германии.
В годы Второй мировой войны был связным c ОУН и лично Степаном Бандерой. С апреля 1942 г. служил в качестве зондерфюрера во 2-м отделе абвера (теракты, диверсии и выполнение особых задач).
В 1948-1953 гг. — доцент истории Средних веков и Нового времени в Гёттингенском университете.
С 1953 г. — профессор восточноевропейской истории и краеведения в Тюбингенском университете.
Выступал редактором изданий на восточноевропейскую и советологическую тематику. Участвовал в работе "Сообщества по исследованию Восточной Европы" и подготовке многотомного "Справочника по Восточной Европе".

## Сочинения
Автор
- Eine politische Soziologie in Russland. Leipzig: Teubner, [1932].
- Das Studium Osteuropas als wissenschaftliche und politische Aufgabe // Osteuropa. № 9 (1933/34).
- Geschichtsbildende Kräfte im Osten // Ostaufgaben der Wissenschaft. München: Hoheneichen, 1943. S. 100—115.
- Otto Hoetzsch zum Gedächtnis. Stuttgart: Dt. Verl.-Anst., 1951.
- Zur geschichtlichen Bedeutung der russischen „Intelligenzia" // Rußland-Studien, Gedenkschrift für Otto Hoetzsch. Stuttgart: Dt. Verl.-Anst., 1957. S. 56—62.
- Osteuropa im deutschen Geschichtsbild // Osteuropa und die abendländische Welt. Göttingen, 1966. S. 13—23.
- Metternich und Alexander I.: die Rivalität der Mächte in der europäischen Allianz // Ibid. S. 122—144.

Редактор
- Osteuropa-Handbuch. Köln: Böhlau, 1954—
  - Bd. 1. Jugoslawien (1954).
  - Bd. 2. Polen (1959).
  - Bd. 3. Sowjetunion (1965).
- Der Mensch im kommunistischen System. Tübingen: Mohr (Siebeck), 1957.
- Deutsch-russische Beziehungen von Bismarck bis zur Gegenwart. Stuttgart: Kohlhammer, 1964.